# Resident Evil: The Mercenaries 3D
Resident Evil: The Mercenaries 3D, conosciuto in Giappone come Biohazard: The Mercenaries 3D (バイオハザード ザ・マーセナリーズ 3D?, Baiohazādo: Za Māsenarīzu 3D), è un videogioco sparatutto in terza persona della serie di Resident Evil sviluppato da Capcom per la piattaforma Nintendo 3DS. Il gioco è una combinazione delle modalità Mercenari presenti in Resident Evil 4 e Resident Evil 5, in cui i giocatori devono sconfiggere il maggior numero possibile di nemici entro un limite di tempo per ottenere il punteggio più alto. Inoltre è possibile utilizzare la connettività Wi-Fi per giocare con persone in tutto il mondo. Sono presenti nuove modalità e personaggi tratti dai vari giochi della serie. Tra i personaggi giocabili vi sono: Claire Redfield, Chris Redfield, Jill Valentine, Albert Wesker, HUNK, Jack Krauser, Rebecca Chambers e Barry Burton, mentre gli scenari sono tratti da Resident Evil 4 e Resident Evil 5.